# Sudslava
Sudslava (německy Zutzlau) je obec v okrese Ústí nad Orlicí v Pardubickém kraji. Leží v oblasti Podorlicka mezi městy Vamberk, Ústí nad Orlicí, Brandýs nad Orlicí a Choceň. Žije zde 177 obyvatel.

## Historie
První písemná zmínka o obci pochází z roku 1349.

## Obyvatelstvo
| Rok            | 1869 | 1880 | 1890 | 1900 | 1910 | 1921 | 1930 | 1950 | 1961 | 1970 | 1980 | 1991 | 2001 | 2011 | 2021 |
| -------------- | ---- | ---- | ---- | ---- | ---- | ---- | ---- | ---- | ---- | ---- | ---- | ---- | ---- | ---- | ---- |
| Počet obyvatel | 359  | 326  | 329  | 307  | 327  | 314  | 285  | 243  | 225  | 197  | 191  | 152  | 178  | 180  | 169  |
| Počet domů     | 56   | 56   | 58   | 59   | 61   | 64   | 62   | 66   | 63   | 60   | 53   | 67   | 65   | 68   | 68   |

## Obecní správa

### Obecní symboly
Znak a vlajka byly obci uděleny rozhodnutím předsedy Poslanecké sněmovny Parlamentu České republiky dne 5. března 2015.
Motivem pro znak a vlajku se stala pečeť obce. Trubka je znakem Žampachů, nad ní je zdejší tvrz a vedle svatý Jan Nepomucký. Socha tohoto světce je dominantou obce. Obecní symboly byly schváleny v roce 2015 a jejich autorem je europoslanec Tomáš Zdechovský ve spolupráci s grafikem Václavem Šoupalem.
Znak a vlajka obce byly odvozeny od razítka obecního úřadu Sudslavy používaného několik desetiletí. Samotný znak je vyobrazen i v tamním kostele Proměnění Páně. Návrh vlajky (praporu) je přímo odvozen od návrhu znaku.

## Sport
Rekreačně se v obci hraje stolní tenis, v místním klubu vyrůstal Vlastimil Buben, mládežnický reprezentant ČR, účastník MS juniorů v Jihoafrické republice 2016.

## Pamětihodnosti
- kostel Proměnění Páně z roku 1772
- pozdně barokní fara z let 1760-70
- socha sv. Jana Nepomuckého z roku 1750, socha následně opravena v roce 1858
- smírčí kříž
- pomník obětem 1. světové války (Beneš František, Honza Karel, Hylák Josef, Janeba Antonín, Janeba Jan, Kozák Ed., Moravec Václav, Šebetka Josef, Tošovský Josef, Buben Josef)
- Mariánský sloup z roku 1857, zbudován nákladem manželů Josefa a Kateřiny Hájkových
- hasičská zbrojnice z roku 1934 s jednoproudou koněspřežnou stříkačkou z roku 1879
- starý pískovcový náhrobek na vnější stěně kostela Proměnění Páně
- kamenný kříž u vchodu do areálu hřbitova z roku 1781
- sloup se sochou Panny Marie v areálu fary u silnice z roku 1881 vybudované nákladem Václava a Anny Vašatých

## Galerie

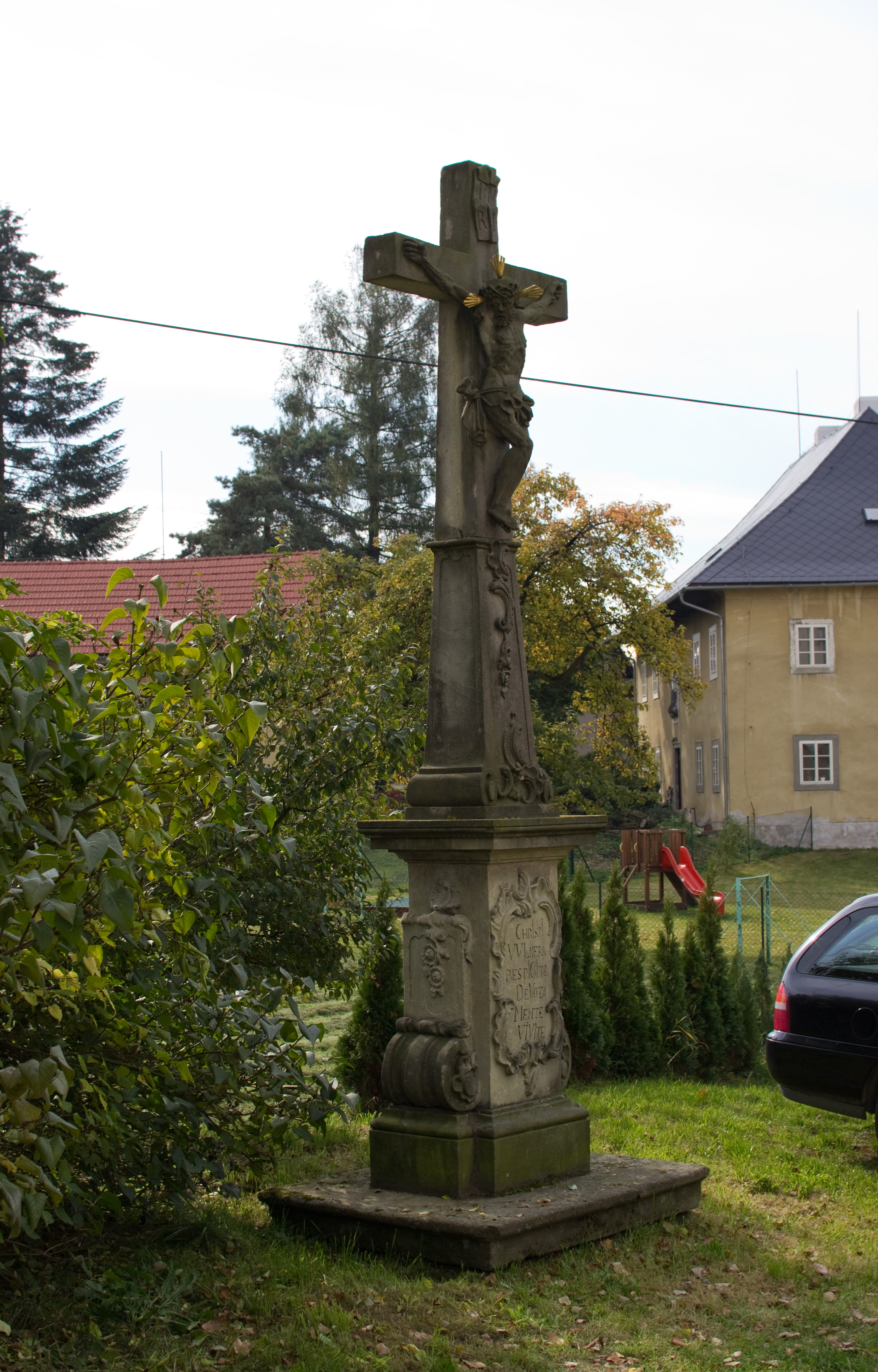
Kříž
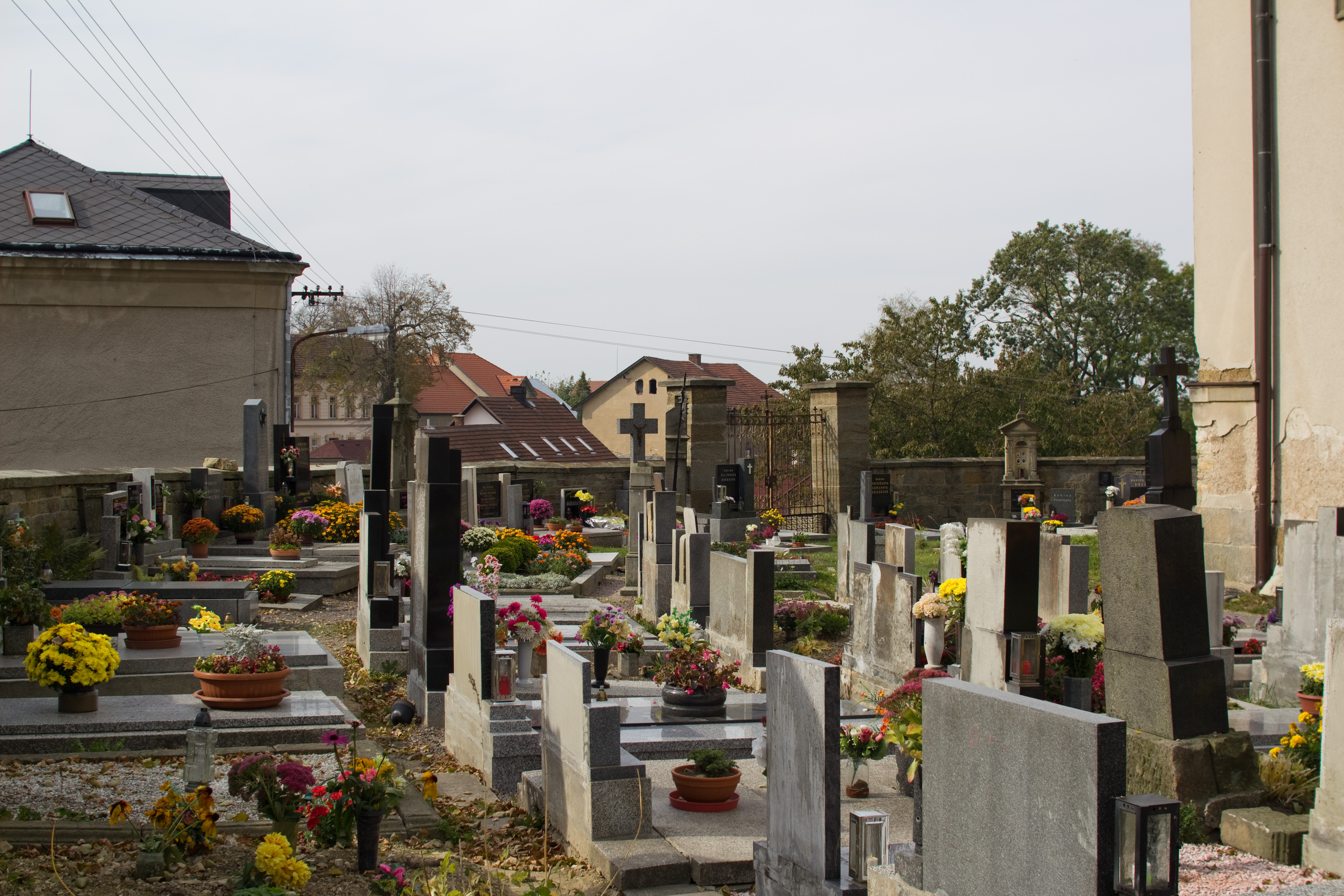
Hřbitov u kostela
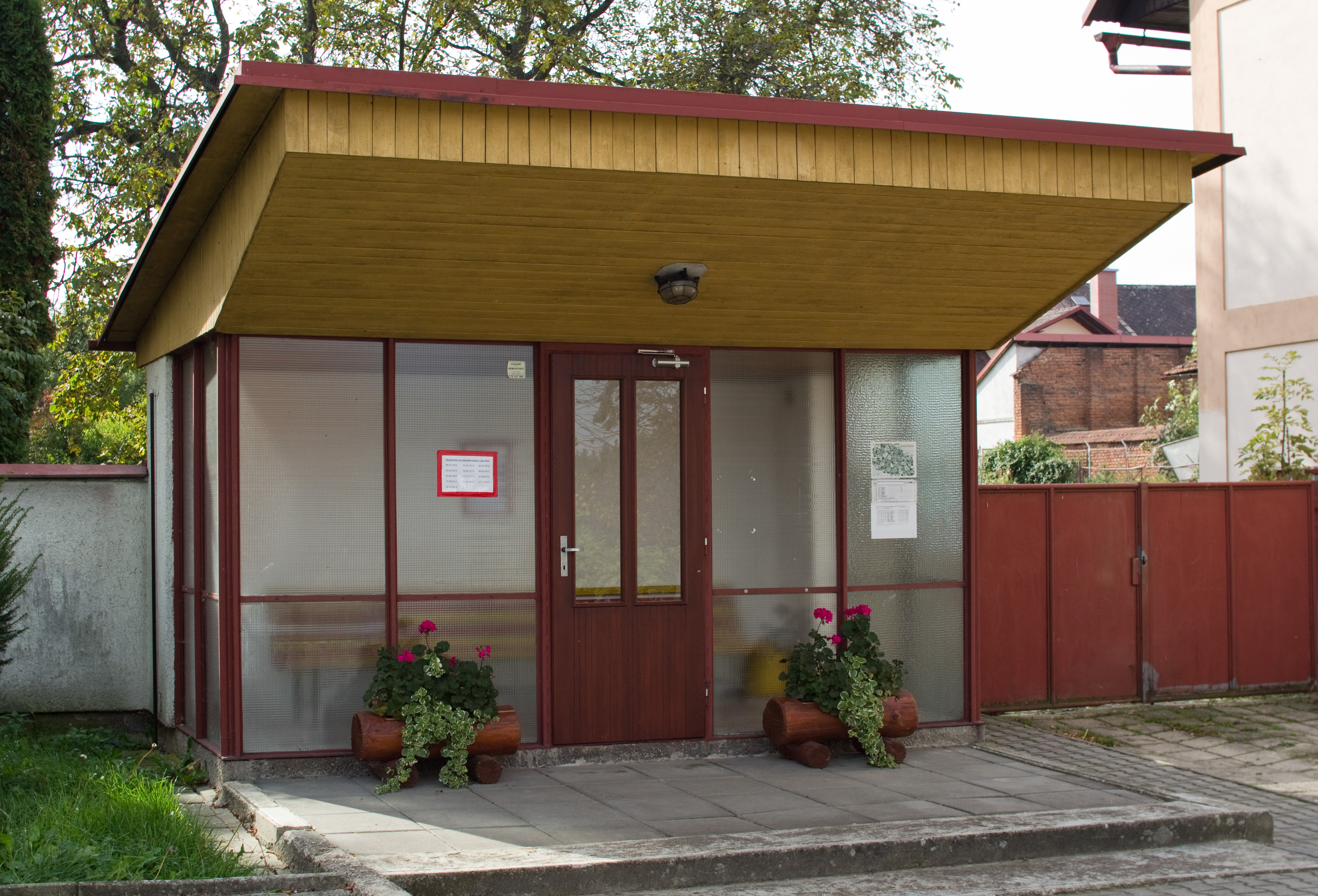
Autobusová zastávka
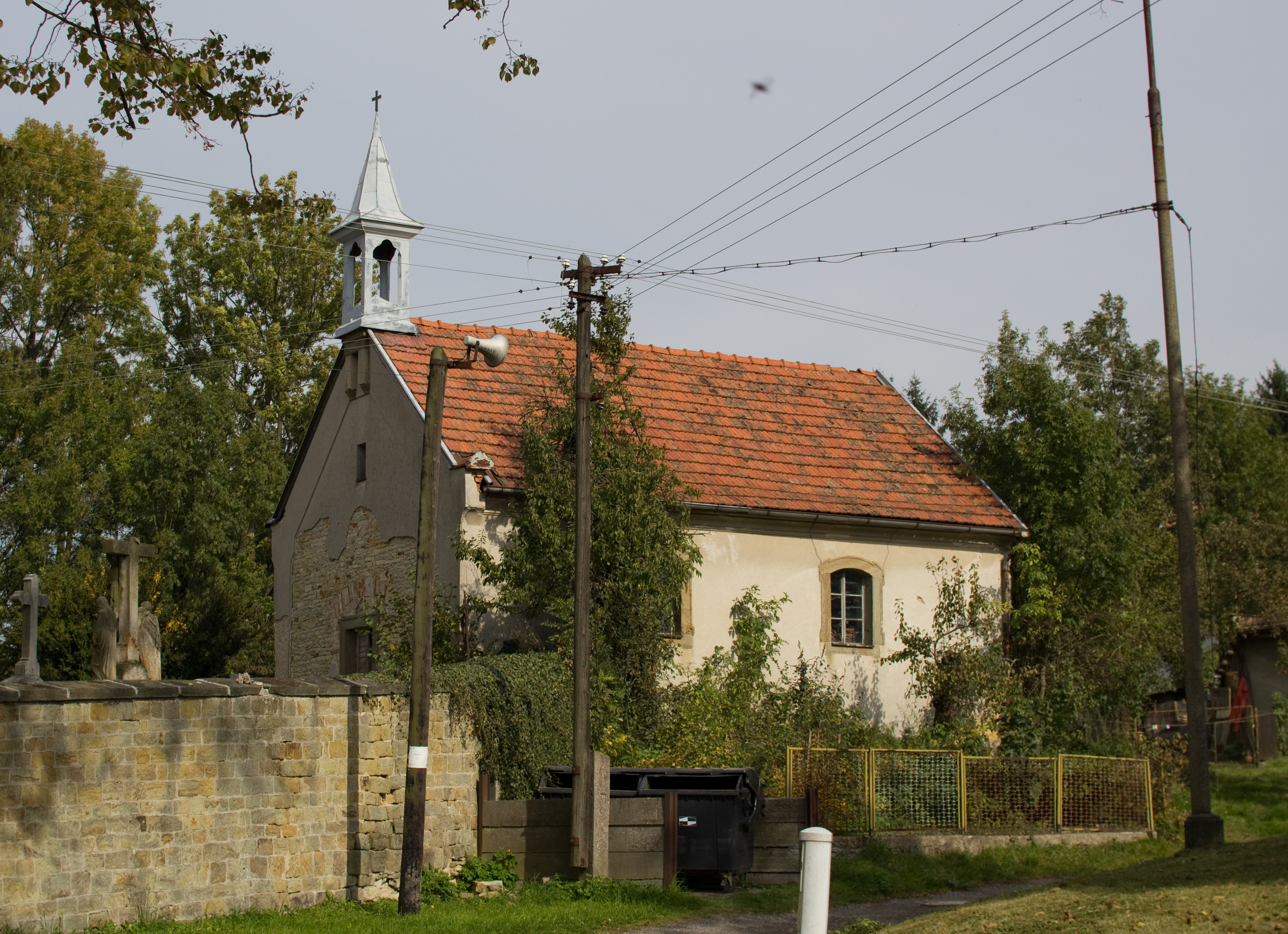
Kaple
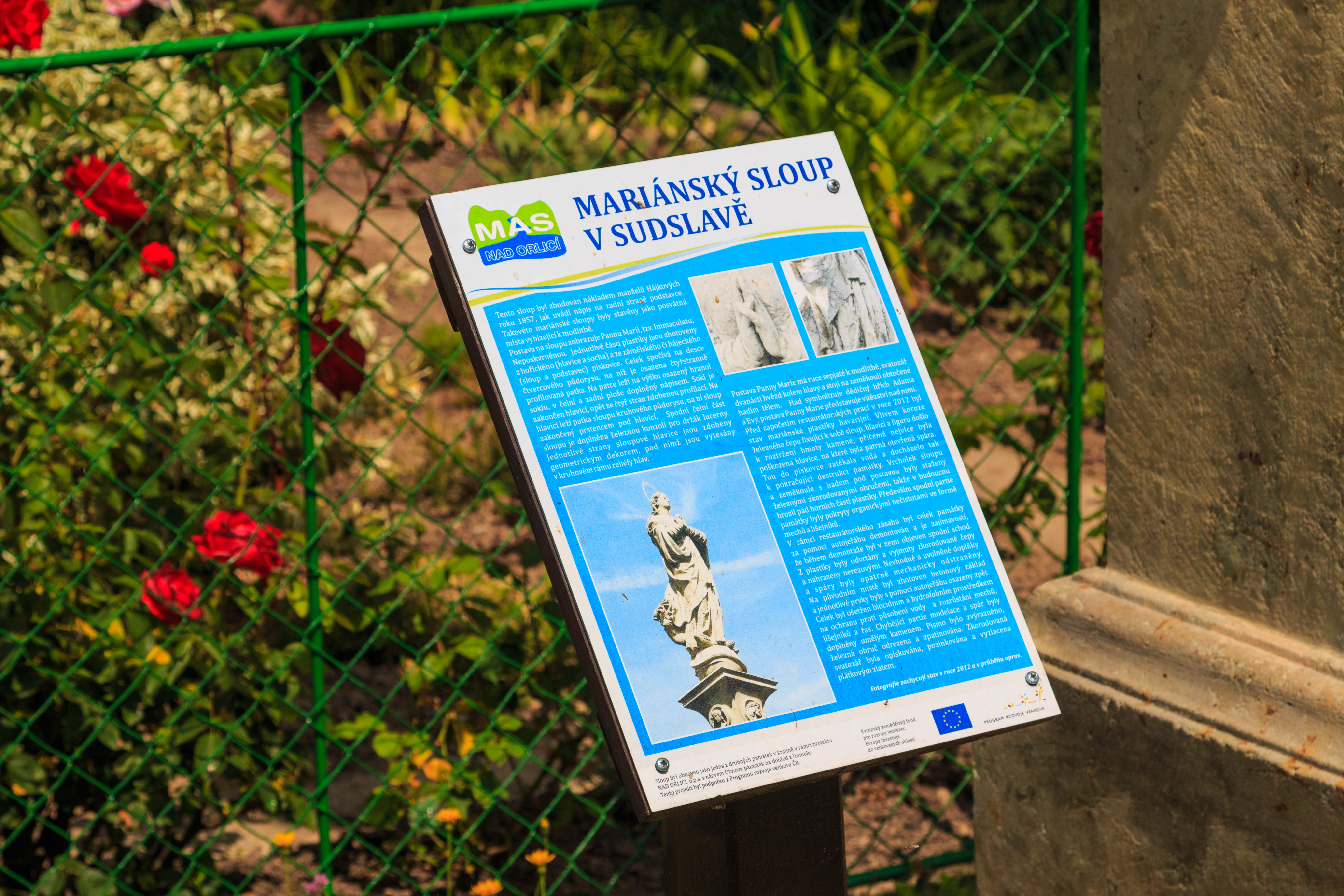
Infotabule
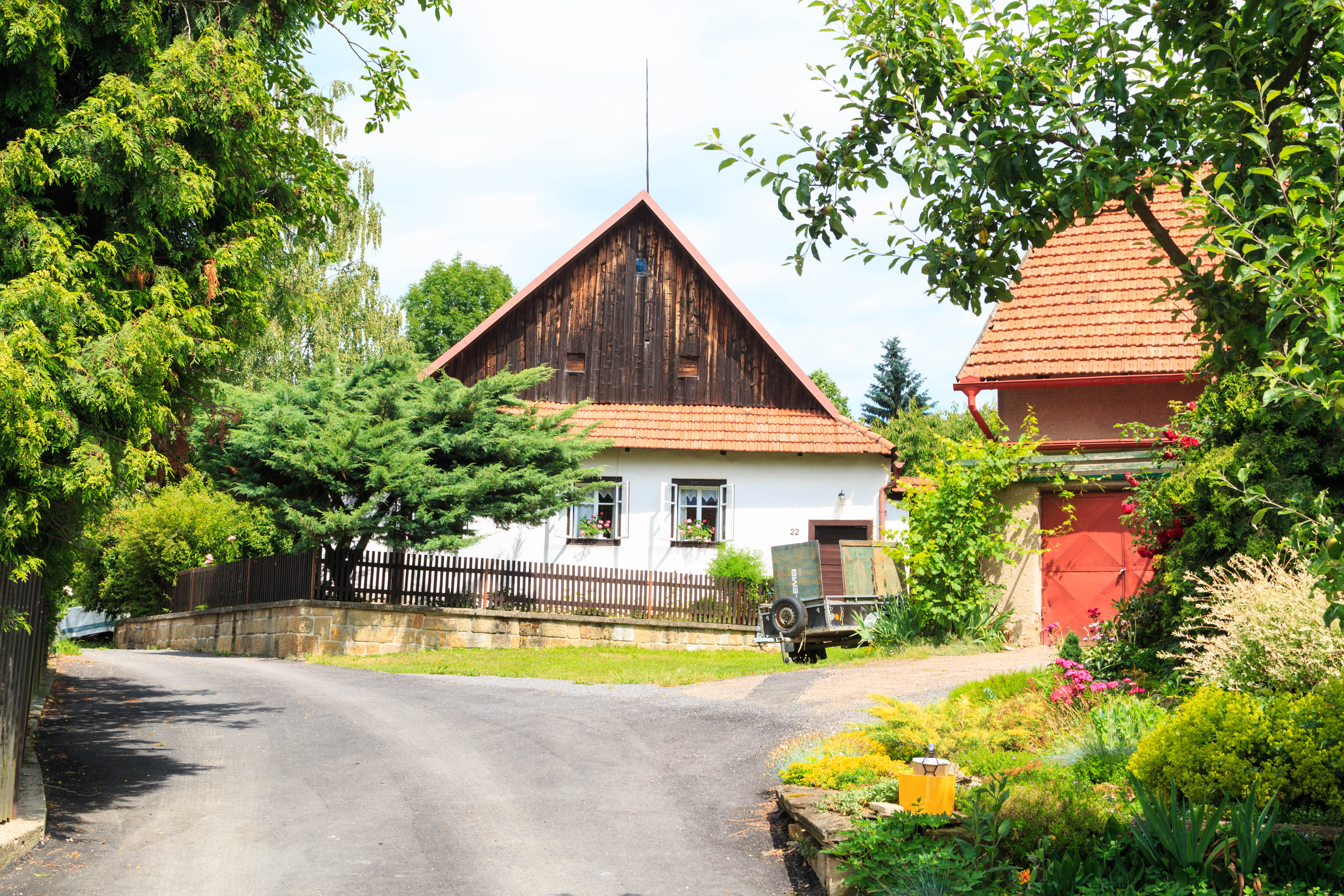
Stavení čp. 22
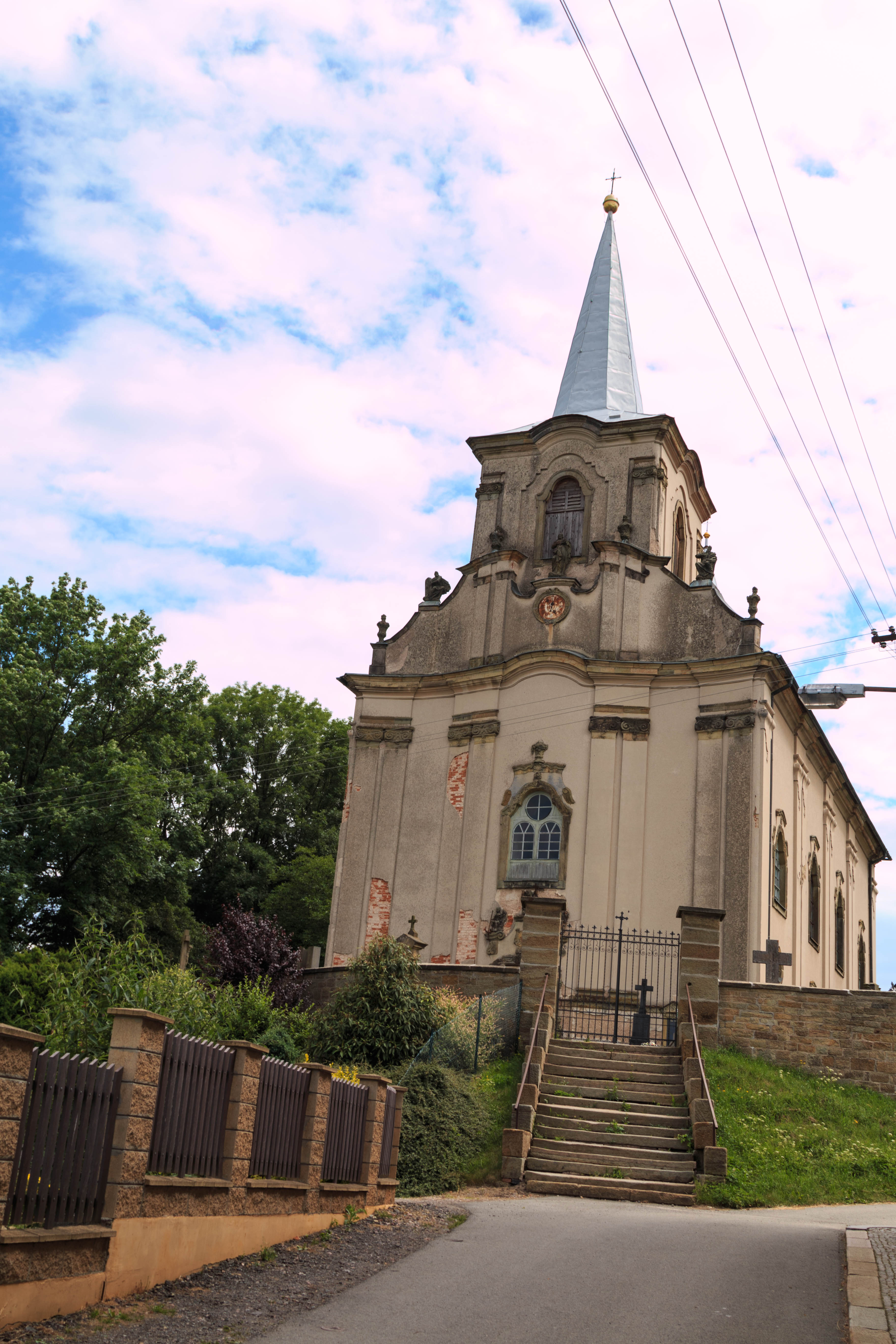
Kostel
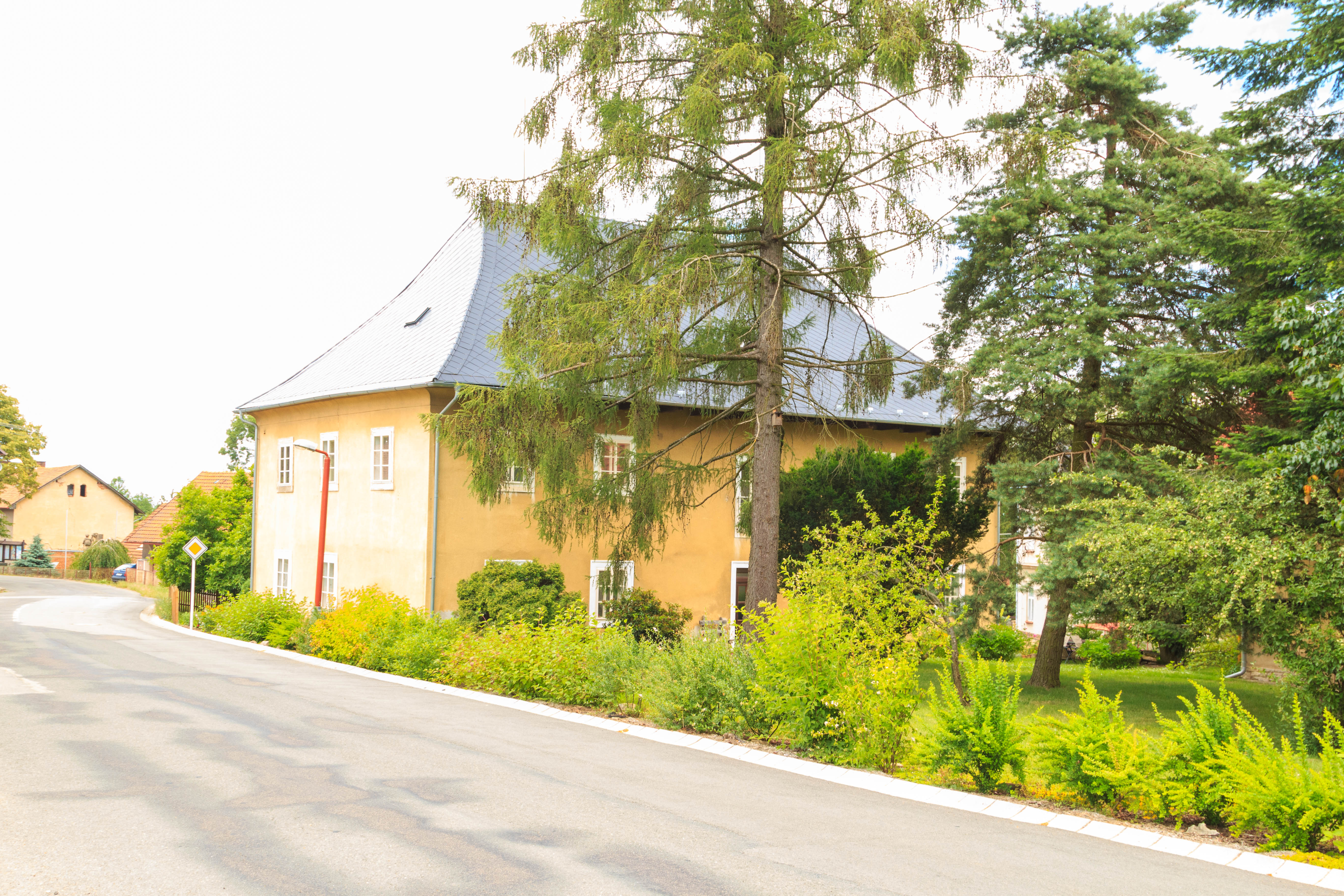
Fara